# MC Eiht
MC Eiht, pseudonimo di Aaron Tyler (Compton, 22 maggio 1971), è un rapper e attore statunitense.

## Biografia
Pioniere del genere gangsta rap, è inizialmente emerso come uno dei leader del gruppo rap Compton's Most Wanted (C.M.W.), ed è diventato in seguito un attore ed un MC di successo. È conosciuto nel mondo cinematografico per aver interpretato il ruolo di "A-Wax" nel film dei fratelli Hughes Nella giungla di cemento, e nel mondo videoludico per aver prestato la sua voce al personaggio Ryder all'interno del videogioco Grand Theft Auto: San Andreas. MC Eiht ha avuto un altro ruolo nel film del 1998 Thicker than Water nel ruolo di Lil Ant, con Mack 10, Fat Joe, Ice Cube, WC, CJ Mac, Big Pun, e B-Real dei Cypress Hill. Uno dei suoi cavalli di battaglia sarebbe diventato la splendida canzone Streiht Up Menace tratta dalla colonna sonora del film Nella giungla di cemento.  Questa canzone è considerata da molti come una delle migliori di tutti i tempi nell'ambito della musica hip-hop.
DJ Quik e MC Eiht si sono costantemente dissati mentre la popolarità di entrambi cresceva a vista d'occhio. La faida si alimentò quando DJ Quik parlò, nei versi di alcuni suoi mixtape, dei Compton's Most Wanted in maniera vessatoria (a parere di MC Eiht) e il rapper lo interpretò come un diss. Eiht oltretutto aveva legami con la gang dei Crips (egli è stato un membro dei Tragniew Park Compton Crips) mentre Quik era legato ai Bloods (egli è stato un membro dei Tree Top Piru, un'altra gang di Compton). La faida finì quando DJ Quik offrì a Eiht la possibilità di fare una canzone insieme, ed Eiht accettò.  MC Eiht si può notare nel video del Wu-Tang Clan "Can It All Be So Simple" e nella canzone di Ol' Dirty Bastard "Shimmy Shimmy Ya".
Recentemente, MC Eiht si è interessato a progetti esterni alla sua carriera solista - incluse due collaborazioni con Spice 1 (The Pioneers e *Keep It Gangsta nel 2004 e nel 2006, respettivamente), una canzone con i Brotha Lynch Hung (The New Season nel 2006), un singolo con i rapper Napoleon, Chill e Jayo Felony (Smoke Dis nel 2005) e il nuovo album dei Compton's Most Wanted (Music To Gang Bang, anch'esso nel 2006).  Più recentemente, MC Eiht ha intrapreso una collaborazione con Snoop Dogg, apparendo in due canzoni del suo più recente album Tha Blue Carpet Treatment e partecipando al progetto esterno del rapper di Long Beach, i Warzone, al fianco di Goldie Loc e Kam.

## Discografia

### Compton's Most Wanted
- 1990: It's a Compton Thang
- 1991: Straight Checkn 'Em
- 1992: Music to Driveby
- 2000: Represent
- 2006: Music to Gang Bang

### Album
- 1994: We Come Strapped
- 1996: Death Threatz
- 1997: Last Man Standing
- 1999: Section 8
- 2000: N' My Neighborhood
- 2001: Tha8t'z Gangsta
- 2002: Underground Hero
- 2003: Hood Arrest
- 2004: Smoke in tha City
- 2004: Veterans Day
- 2006: Affiliated
- 2006: Compton's O.G.
- 2017: Which Way Iz West
- 2020: Official

### Singoli
Con Spice 1:
- The Pioneers (Real Talk Entertainment 2004)
- Keep It Gangsta (Real Talk Entertainment 2006)
- We Still Come Strapped (Soon to be released on independent label)

Con Napoleon, Chill & Jayo Felony:
- Smoke Dis (Loyality Records 2005)

Coi Brotha Lynch Hung:
- The New Season (Real Talk Entertainment 2006)

### EP
- 2013 - Keep It Hood

## Filmografia
- 1993: Nella giungla di cemento
- 1998: Thicker Than Water

## Doppiaggio

### Videogiochi
Ha prestato la voce a Lance "Ryder" Wilson all'interno di Grand Theft Auto: San Andreas (2004).